# Jean-Louis Flandrin
Jean-Louis Flandrin (ur. 4 lipca 1931 w Grenoble, zm. 8 sierpnia 2001) – francuski historyk.
Studiował początkowo w Algierii. Następnie przeniósł się do Paryża, gdzie w 1956 roku uzyskał dyplom historyka. Był kierownikiem badań w Ecole des hautes en sciences sociales. Od 1981 roku pracował jako emerytowany profesor na uniwersytecie Paris VIII-Vincennes (Paryż).
W swoich pierwszych pracach skupił się na historii życia domowego (prywatnego) – badał (stosując nowatorskie metody analizy i opierając się na specyficznych dokumentach) historię seksualności i historię rodziny (uzupełnia ona w bardzo istotny sposób „klasyczną” historię polityczną, którą trudno jest zrozumieć prowadząc tylko analizy interesów państw). Po roku 1978 zwrócił się ku badaniom historii smaku i praktyk żywieniowych (traktuje o tym jego praca Ordre des Mets). Ukazała się ona już po jego śmierci, dzięki pracy i uczniów i przyjaciół. Na uczelniach, gdzie pracował, stał się „ojcem założycielem” dzisiejszej generacji francuskich badaczy historii żywienia.

## Tłumaczenia na język polski
Historia rodziny przeł. Agnieszka Kuryś, Warszawa 1998, Oficyna Wydawnicza Volumen, s. 311, ISBN 83-7233-120-0 (Familles. Parenté, maison, sexualité dans l'ancienne société 1976)